# Short track na Zimních olympijských hrách 1998
Short track na Zimních olympijských hrách 1998 uvádí přehled medailových umístění v jednotlivých disciplínách short tracku na Zimních olympijských hrách 1998.

## Přehled medailí
| Pořadí | Země              | Zlato | Stříbro | Bronz | Celkově |
| ------ | ----------------- | ----- | ------- | ----- | ------- |
| 1.     | Jižní Korea (KOR) | 3     | 1       | 2     | 6       |
| 2.     | Kanada (CAN)      | 2     | 0       | 2     | 4       |
| 3.     | Japonsko (JPN)    | 1     | 0       | 1     | 2       |
| 4.     | Čína (CHN)        | 0     | 5       | 1     | 6       |
|        | Celkem            | 6     | 6       | 6     | 18      |

## Medailisté

### Muži
| Disciplína     | Zlato                                                                         | Výkon    | Stříbro                                                                       | Výkon    | Bronz                                                   | Výkon    |
| -------------- | ----------------------------------------------------------------------------- | -------- | ----------------------------------------------------------------------------- | -------- | ------------------------------------------------------- | -------- |
| 500 m          | Takafumi Nišitani · Japonsko (JPN)                                            | 42,862   | An Yulong · Čína (CHN)                                                        | 43,022   | Hitoshi Uematsu · Japonsko (JPN)                        | 43,713   |
| 1000 m         | Kim Tong-song · Jižní Korea (KOR)                                             | 1:32.375 | Li Jiajun · Čína (CHN)                                                        | 1:32.428 | Éric Bédard · Kanada (CAN)                              | 1:32.661 |
| Štafeta 5000 m | Kanada (CAN) · Éric Bédard · Derrick Campbell · François Drolet · Marc Gagnon | 7:06.075 | Jižní Korea (KOR) · Chae Ji-Hoon · Lee Jun-Hwan · Lee Ho-Eung · Kim Dong-Sung | 7:06.776 | Čína (CHN) · Li Jiajun · Feng Kai · Yuan Ye · An Yulong | 7:11.559 |

### Ženy
| Disciplína     | Zlato                                                                     | Výkon    | Stříbro                                                       | Výkon    | Bronz                                                                                    | Výkon    |
| -------------- | ------------------------------------------------------------------------- | -------- | ------------------------------------------------------------- | -------- | ---------------------------------------------------------------------------------------- | -------- |
| 500 m          | Annie Perreaultová · Kanada (CAN)                                         | 46,568   | Yang Yang · Čína (CHN)                                        | 46,627   | Chun Lee-Kyung · Jižní Korea (KOR)                                                       | 46,335   |
| 1000 m         | Čon I-kjong · Jižní Korea (KOR)                                           | 1:42.776 | Yang Yang · Čína (CHN)                                        | 1:43.343 | Won Hye-Kyung · Jižní Korea (KOR)                                                        | 1:43.361 |
| Štafeta 3000 m | Jižní Korea (KOR) · Čon I-kjong · Won Hye-Kyung · An Sang-Mi · Kim Yun-Mi | 4:16.260 | Čína (CHN) · Yang Yang · Yang Yang · Wang Chunlu · Sun Dandan | 4:16.383 | Kanada (CAN) · Christine Boudrias · Isabelle Charest · Annie Perreaultová · Tania Vicent | 4:21.205 |